# Biochemická spotřeba kyslíku
Biochemická spotřeba kyslíku (BSK) je skupinové stanovení organických látek, který se používá především při analýze vod (povrchových, odpadních apod.). Udává množství kyslíku, spotřebovaného za daných podmínek v oxickém prostředí biochemickou oxidací organických, popř. anorganických látek ve vodě. Vyjadřuje se v mg·l−1. Obecně platí, že čím vyšší je hodnota BSK, tím je voda z hlediska rozpuštěných organických látek znečištěnější. Jedná se o stanovení, které se používá více než sto let a je stále nenahraditelné.
Standardní zřeďovací metoda stanovení BSK probíhá tak, že se měří úbytek kyslíku ve vzorku vody v lahvičce. Koncentrace kyslíku se stanovuje na začátku a na konci inkubace (dnes standardně pomocí kyslíkové elektrody). Teplota inkubace je mezinárodní uzancí stanovena na 20 °C a musí probíhat ve tmě, aby byla eliminován vliv produkce kyslíku fotosyntézou. Průběh úbytku kyslíku závisí na době inkubace, kdy úplná oxidace organických látek trvá asi 20 dní. Pro praktické účely je tato doba ale příliš dlouhá, proto se v ČR obvykle využívá doba inkubace 5 dní (stanovení se pak označuje BSK5). Pro inhibici nitrifikace, která by navyšovala spotřebu kyslíku zejména u vzorků na odtoku z čistíren odpadních vod se do inkubační lahvičky přidává nejčastěji allylthiomočovina.